# 朝日電報電話局

1964年（昭和39年）頃の朝日電報電話局

朝日電報電話局（あさひでんぽうでんわきょく）は、富山県下新川郡朝日町荒川にあった電報電話局。公社時代は北陸電気通信局富山電気通信部の管轄下にあった。

## 概要
朝日電報電話局は、1952年（昭和27年）2月1日に泊郵便局における電気通信業務を承継し泊電報電話局として開設され、その後1954年（昭和29年）8月16日に朝日電報電話局と改称された。その前身は1949年（昭和24年）6月1日に開設された泊電気通信施設区であり、これは郵便局における電気通信業務に協働する機関であった。
1964年（昭和39年）当時は内部機構として業務課、施設課及び庶務課を有した。

## 歴史
- 1949年（昭和24年）6月1日 - 泊電気通信施設区を開設する[3][4]。
- 1952年（昭和27年）
  - 2月1日 - 泊電報電話局を開設し、泊郵便局における電気通信業務を同局へ移管する[1]。また泊電気通信施設区を廃止し、その業務を泊電報電話局に移管する[6]。
  - 3月1日 - 局舎が完成する[7]。
- 1953年（昭和28年）12月 - 新局舎へ移転し、市内電話に小型複式、市外電話に複式小市外台の交換機を導入する[8]。
- 1954年（昭和29年）8月16日 - 泊電報電話局を朝日電報電話局と改称する[2]。
- 1955年（昭和30年）
  - 3月 - 単式交換機を小型複式交換機に改める[9]。
  - 7月 - 電報送受信方式を音響単信から電話通信に変更する[9][10]。
  - 9月1日 - 横山郵便局及び宮崎郵便局において電報配達業務を廃止し、横山郵便局は入善郵便局及び朝日電報電話局に、宮崎郵便局は境郵便局及び朝日電報電話局にその業務を移管する[11]。
- 1959年（昭和34年）12月26日 - 大家庄郵便局において電話交換及び電報配達業務を廃止し、その業務を朝日電報電話局、舟見郵便局及び蛭谷郵便局に移管する[12]。また山崎郵便局より市外電話を朝日電報電話局に集中する[13]。
- 1967年（昭和42年）2月25日 - 山崎郵便局において電話交換業務を廃止し、その業務を朝日電報電話局に移管する[14]。
- 1971年（昭和46年）
  - 3月26日 - 境地区において地域集団電話が開通する[15]。
  - 11月26日 - 笹川地区において地域集団電話が開通する[16]。
- 1980年（昭和55年）12月1日 - 蛭谷郵便局において和文電報配達業務を廃止し、その業務を朝日電報電話局に移管する[17]。

## 統計
朝日報話局管内における電話普及状況は次の通りであった。
| 年度               | 加入電話（台） | 公衆電話総計（台） | 特殊簡易公衆電話機（台） |
| ------------------ | -------------- | ------------------ | ------------------------ |
| 1970年（昭和45年） | 1,980          | 83                 | 94                       |
| 1973年（昭和48年） | 4812           | 110                | 65                       |
| 1975年（昭和50年） | 5,077          | 134                | 70                       |
| 1978年（昭和53年） | 5290           | 145                | 66                       |
| 1980年（昭和55年） | 5,430          | 177                | 64                       |

## 脚註
1. 1 2  昭和27年電気通信省告示第51号（『官報』、1952年（昭和27年）2月21日）
2. 1 2  昭和29年日本電信電話公社公示第119号（『官報』、1954年（昭和29年）8月5日）
3. 1 2  昭和24年電気通信省告示第72号（『官報』、1949年（昭和24年）6月1日）
4. 1 2  電気通信施設区とは電気通信省設置法（昭和23年法律第245号）第26条第1項にいう地方電気通信取扱局の一種で、その所掌業務は「委託によつて電気通信業務を行う郵便局の電気通信設備の保存、試験及び建設」であった（昭和24年電気通信省告示第72号）
5. ↑  日本電信電話公社北陸電気通信局編、『北陸の電信電話 その九十年の歩み』（412頁）、1964年（昭和39年）10月、日本電信電話公社北陸電気通信局
6. ↑  昭和27年電気通信省告示第52号（『官報』、1952年（昭和27年）2月21日）
7. ↑  「泊電報電話局落成」、『北日本新聞』（4面）、1952年（昭和27年）2月29日、北日本新聞社
8. ↑  日本電信電話公社北陸電気通信局編、『北陸の電信電話 その九十年の歩み』（584頁）、1964年（昭和39年）10月、日本電信電話公社北陸電気通信局
9. 1 2  日本電信電話公社北陸電気通信局編、『北陸の電信電話 その九十年の歩み』（465頁）、1964年（昭和39年）10月、日本電信電話公社北陸電気通信局
10. ↑  音響方式とは、通信機より出るモールス信号の音響（トンツー）を直接に受信者が耳で聞き分け、筆記具ないしタイプライター等を用いて電報を受ける方式であるが、これに対し電話通信方式とは、局相互間において和文通話表等を用い電報を送受信する方式である（佐々木元勝、『通信の発達』（136、148及び149頁）、1950年（昭和25年）11月、三省堂出版）。電話加入者が電話を用いて電報を依頼する託送電報は1890年（明治23年）より開始されたが、局相互間における通信方式（電話対局通信）として用いられ始めたのがいつなのかは不明とされている（日本電信電話公社電信電話事業史編集委員会編、『電信電話事業史 第1巻』（678頁）、1959年（昭和34年）10月、電気通信協会）。この方式は主に通信量の少ない局において採用され（佐々木元勝、『通信の発達』（158頁）、1950年（昭和25年）11月、三省堂出版）、電報業務にモールス信号による通信技術を必要としなくなる利点があった（大谷三吉、「随想二題」、『通信タイムス』第6巻第7号所収（24頁）、1954年（昭和29年）7月、通信タイムス社）。
11. ↑  昭和30年郵政省告示第1091号（『官報』、1955年（昭和30年）9月28日）
12. ↑  昭和35年郵政省告示第73号（『官報』、1960年（昭和35年）2月5日）
13. ↑  日本電信電話公社北陸電気通信局編、『北陸の電信電話 その九十年の歩み』（591頁）、1964年（昭和39年）10月、日本電信電話公社北陸電気通信局
14. ↑  昭和42年郵政省告示第166号（『官報』、1967年（昭和42年）3月1日）
15. ↑  「あす地域集団電話開通 朝日報話局」、『北日本新聞』（12面）、1971年（昭和46年）3月25日、北日本新聞社
16. ↑  「笹川地区は局番3番 朝日報話局」、『北日本新聞』朝刊（12面）、1971年（昭和46年）11月26日、北日本新聞社
17. ↑  昭和55年郵政省告示第839号（『官報』、1980年（昭和55年）11月27日）
18. ↑  朝日町編、『朝日町誌 歴史編』（667頁）、1984年（昭和59年）8月、朝日町